# دائرة البرواقية
دائرة البرواقية إحدى دوائر ولاية المدية الجزائرية. عاصمتها هي البرواقية تبعد حوالي 15كم جنوب المدية و 90 كم جنوب غربي العاصمة ولها موقع استراتيجي في تلال الجزائر اذ انها تنتمي إلى جبال الأطلس التلي وتقع بالقرب الشديد من ولايات البليدة(45 كم){30 كم عن حدود الولاية}، عين الدفلى(80 كم){30 كم عن حدود الولاية}، تيبازة(70 كم){50 كم عن حدود الولاية} وولاية الجزائر{65 كم عن حدود الولاية} وهي غير بعيدة أيضا عن ولاية البويرة(100 كم){70 كم عن حدود الولاية} وتضم بلديات: 
- البرواقية
- أولاد دايد
- الربعية

دائرة البرواقية محاطة بالدوائر التالية:
- تحدها شمالا دوائر دائرة وزرة(10 كم)، دائرة المدية(20 كم)، دائرة موزاية(40 كم)، دائرة العفرون(45 كم)، دائرة البليدة(45 كم)، دائرة بوقرة (45 كم)،دائرة القليعة(60 كم)، دائرة وادي العلايق(50 كم)، دائرة فوكة(60 كم)، دائرة بو إسماعيل(65 كم)، دائرة تيبازة(80 كم)، دائرة شرشال(90 كم).
- من الجنوب دوائر دائرة سغوان(30 كم)، دائرة قصر البخاري(45 كم)، دائرة أولاد عنتر(65 كم)، دائرة شلالة العذاورة(90 كم)، دائرة عين بوسيف(70 كم)، دائرة السواقي(35 كم)، دائرة عزيز(85 كم)، دائرة ثنية الأحد(90 كم)، دائرة الشهبونية(120 كم).
- من الغرب دوائر دائرة سي المحجوب(15 كم)، دائرة وامري(35 كم)، دائرة خميس مليانة(60 كم)، دائرة بومدفع(45 كم)، دائرة جندل(45 كم)، دائرة حجوط(60 كم)، دائرة حمام ريغة(55 كم)، دائرة مليانة(60 كم) دائرة عين الدفلى(80 كم)
- من الشرق دوائر دائرة العمارية(15 كم)، دائرة سيدي نعمان(25 كم)، دائرة بني سليمان(45 كم)، دائرة تابلاط(65 كم)، دائرة عين بسام(80 كم)، دائرة الأخضرية(80 كم)، دائرة العزيزية(75 كم)، دائرة القلب الكبير(65 كم)، دائرة سور الغزلان(90 كم).